# São Gabriel (Bahia)
São Gabriel – miasto i gmina w Brazylii, w stanie Bahia. Znajduje się w mezoregionie Centro-Norte Baiano i mikroregionie Irecê.